# 李熙 (北朝)
李熙（?—?），生於北魏，曾任金門鎮將，後鎮守武川鎮。為西涼皇帝李暠的後代，唐朝李淵家族追尊其為先祖。唐初追封宣简公，唐高宗時追封為為皇帝，廟號獻祖，諡號宣皇帝。

## 生平
據《舊唐書》，李熙為李暠之曾孫，其父李重耳，其子李天錫。曾任金門鎮將，後鎮守武川鎮。妻為張氏。
李淵登位後，他被尊為宣简公，咸亨五年（674年）八月十五，唐高宗追尊李熙為皇帝，廟號獻祖，諡號宣皇帝。

## 陵墓
建初陵

## 近现代考证研究
陈寅恪认为李熙之父李重耳，原型為李初古拔，推測李熙為其子李買得。